# Coelognathus helena
Coelognathus helena är en ormart som beskrevs av Daudin 1803. Coelognathus helena ingår i släktet Coelognathus och familjen snokar.
Arten förekommer i Indien, i Sri Lanka, Nepal, Bangladesh och kanske östra Pakistan. I Sri Lanka når arten 900 meter över havet. Honor lägger ägg.

## Underarter
Arten delas in i följande underarter:
- C. h. helena
- C. h. monticollaris